# Ilse Pausin
Ilse Pausin (* 7. Februar 1919 in Wien; † 6. August 1999) war eine österreichische Eiskunstläuferin, die im Paarlauf startete.
Ilse Pausin trat Ende der 1930er Jahre zusammen mit ihrem Bruder Erik Pausin im Paarlauf an. Sie waren zu dieser Zeit das zweitbeste Eiskunstlaufpaar der Welt hinter Maxi Herber und Ernst Baier. 
Von 1936 bis 1941 gewannen sie die österreichischen Meisterschaften. 1937 bis 1939 wurden sie Vize-Europameister hinter Herber und Baier und von 1935 bis 1939 Vize-Weltmeister, 1935 hinter den Ungarn Emilie Rotter und László Szollás und 1936 bis 1939 hinter Herber und Baier. Auch bei den Olympischen Spielen 1936 in Garmisch-Partenkirchen gewannen sie die Silbermedaille hinter den Deutschen. Nach dem Anschluss starteten die Pausins ab 1939 für das Deutsche Reich. Somit waren sie bei der Weltmeisterschaft 1939 Teil des einzigen gesamtdeutschen Podiums bei Eiskunstlaufweltmeisterschaften.

## Ergebnisse

### Paarlauf
(mit Erik Pausin)
| Wettbewerb / Jahr               | 1935 | 1936 | 1937 | 1938 | 1939 | 1940 | 1941 |
| ------------------------------- | ---- | ---- | ---- | ---- | ---- | ---- | ---- |
| Olympische Winterspiele         |      | 2.   |      |      |      |      |      |
| Weltmeisterschaften             | 2.   | 2.   | 2.   | 2.   | 2.   |      |      |
| Europameisterschaften           | 4.   |      | 2.   | 2.   | 2.   |      |      |
| Deutsche Meisterschaften        |      |      |      |      | 2.   |      | 2.   |
| Österreichische Meisterschaften | 2.   | 1.   | 1.   | 1.   | 1.   | 1.   | 1.   |